# Thạch Bảo
Thạch Bảo là một nhân vật hư cấu trong tác phẩm Hậu Thủy hử của nhà văn Thi Nại Am. Thạch Bảo là một trong Ngũ hổ tướng Phương Lạp, giữ chức vụ Nam ly tướng quân.

## Xuất thân
Thạch Bảo quê ở Phúc Châu (Phúc Kiến ngày nay). Hậu Thủy hử mô tả Thạch Bảo "quen dùng cây chùy lưu tinh đánh trăm đòn trăm trúng, cũng giỏi đánh Bích phong đao cắt sắt chặt đồng đâm xuyên ba lần giáp sắt".

## Giao chiến với quân Lương Sơn
Thạch Bảo được đánh giá là một trong hai người gây tổn thất nhiều nhất cho nghĩa quân Lương Sơn (người kia là Bàng Vạn Xuân) với tài nghệ dùng đao cũng như khả năng tập kích bất ngờ bằng lưu tinh chuỳ. Ông được xem là một trong bốn vị nguyên soái dưới trướng Phương Lạp (ba tướng còn lại là Bảo quang Như Lai Đặng Nguyên Giác, Trấn quốc đại tướng quân Lệ Thiên Nhuận và Hộ quốc đại tướng quân Tư Hành Phương). 
Trong trận Bắc Quan, khi giao chiến với Đại đao Quan Thắng, sau 20 hiệp Thạch Bảo quay ngựa bỏ chạy, tuy nhiên Quan Thắng đã không đuổi theo và giải thích với Tống Công Minh vì đao pháp của Thạch Bảo không hề kém mình, nếu bỏ chạy tất là có mưu kế.
Tuy nhiên trong trận Bắc Quan sau đó Sách Siêu lại không nhận ra mưu kế của Thạch Bảo, do đó khi Thạch Bảo bỏ chạy đã đuổi theo và bị Thạch Bảo quay lại phóng lưu tinh chuỳ ngã ngựa chết. Đặng Phi vội phóng ngựa tới nhưng trở tay không kịp bị Thạch Bảo vung đao chém chết. Hôm sau, khi quân Lương Sơn tiến đánh, Thạch Bảo phục kích đợi Bào Húc vào thành rồi bất ngờ xuất hiện chém Bào Húc làm hai đoạn. Trong trận đánh đồi Ô Long, Thạch Bảo còn giết hại hai đầu lĩnh khác của Lương Sơn là Yến Thuận và Mã Lân.

## Tử trận
Tuy gặp khó khăn lớn nhưng quân Lương Sơn cuối cùng cũng đã đánh bại quân Phương Lạp ở đồi Ô Long. Thạch Bảo biết không thể chống đỡ thêm, sợ bị bắt nên đã tự sát.